# Свети Левкије (епископ врунтисиопољски)
Левкије, или Леукије ( +180) је био епископ града Бриндизија, свети мученик.
Леукије, проповедник из Александрије у Египту, је постао епископ града Бриндизија око 165. године.
Познат је још један, такође поштовани, епископ, који је носио ово име и живео у 5. веку.

## Младост
Познато је да је свети Левкије рођен у Александрији, у породици Евдикија и Ефросиније и да је по рођењу добио име Евтропије. Евтропије је своје прве године провео у Египту, где је и стекао образовање. После смрти мајке замонашио се. На дан Успења Пресвете Богородице, она му се јавила у визији, након чега је променио име у Левкије. Постављен за епископа, свети Левкије је кренуо из Александрије да проповеда по Италији, где се искрцао у области данашњег града Бриндизија.

## Године епископске службе
Леукије је изашао да проповеда паганима из Пулије, када је у тим крајевима беснела суша. Рекао је да би могла да падне киша ако би имало истинске вере у њиховим срцима. Пошто је почела да пада киша, многи незнабошци који су слушали светитеља обратили су се Господу. Убрзо је Свети Левкије почео да гради цркве у част Пресвете Богородице и Светог Јована Крститеља. 
Левкије је умро 180. године, према неким извештајима, мученичком смрћу. Његове свете мошти остале су у Бриндизију све до најезде Лангобарда 768. године, када су пренели његове мошти у Трани, тада престоницу војводства Беневенто.
Житије Левкијево садржи анахронизме: каже да је живео и страдао под царем Комодом (2. век), његов отац је послао Левкија у манастир (први манастири - 4. век), на дан Успења Пресвете Богородице, Богородица се јавила Левкију (празник Велике Госпојине почео се славити тек у 6. веку).
У базилици у Бриндизију, освећеној 1771. године, као реликвија у олтару код леве апсиде сачувана је рука светог Левкија. Катедрала је украшена ликом светитеља, који је урадио уметник Оронзо Тисо (1726—1800).